# Hésychios d'Alexandrie
Pour les articles homonymes, voir Hésychios.

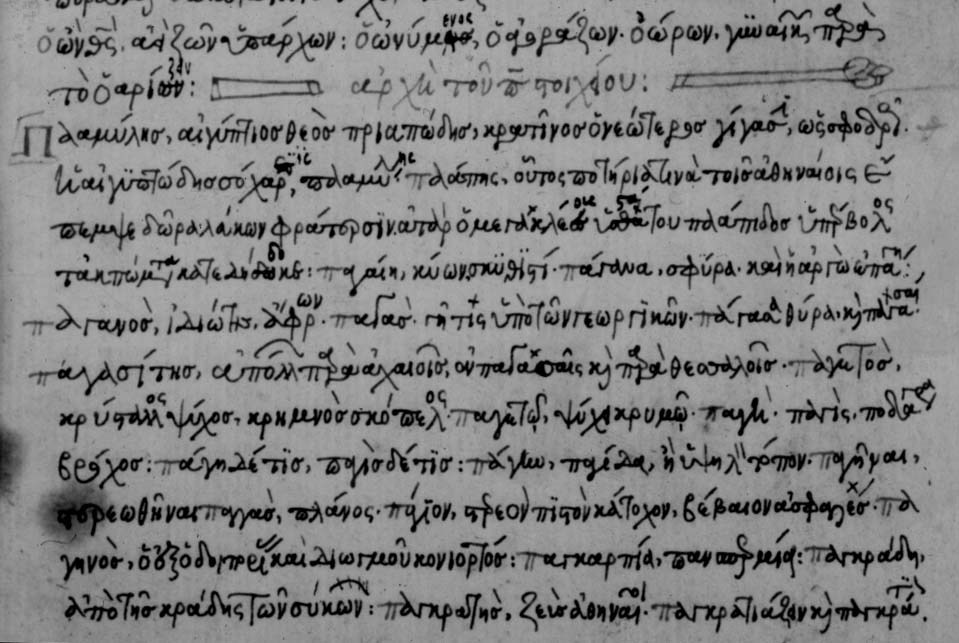
Manuscrit Marc. Gr. 622 du Lexique d'Hésychios : début de la lettre Π

Hésychios ou Hésychius (en grec ancien : Ἡσύχιος ὁ Ἀλεξανδρεύς / Hēsúkhios ho Alexandreús) est un grammairien grec d’Alexandrie, ayant probablement vécu au VIe siècle.

## Biographie
Aucune information ne nous est parvenue sur sa vie. Nous ne connaissons son nom que par la dédicace épistolaire de son œuvre, le Lexique (Γλῶσσαι / Glôssai) : « de la part d’Hésychios d’Alexandrie, grammairien, pour son ami Euloge ». Il s’agit d’une compilation de différents dictionnaires existant à l’époque sur des sujets variés : Homère, comiques et tragiques, poètes, orateurs, mais aussi médecins et historiens. De son propre aveu, Hésychios s’est inspiré de l’Anthologie de Diogénien, l’un des auteurs compilés dans l’Anthologie palatine.
Le Lexique nous est parvenu par le biais d’un unique manuscrit vénitien (Marc. Gr. 622) du XVe siècle. Il contient des textes bibliques, ce qui paraît curieux dans la mesure où Hésychios paraît avoir été païen. Ces passages peuvent résulter d’une contamination par des œuvres chrétiennes, due à une homonymie avec l’évêque Hésychios de Jérusalem et le théologien Hésychios Hiéros. Ils peuvent également résulter de simples interpolations.
Jean Calvin cite Hesychius dans son Commentaire sur l'Épître aux Hébreux. Calvin avertit les chercheurs de la Bible à ne pas chercher quelque profond mystère en chaque articulation de phrase.